# Стенлі Нсокі
Стенлі П'єр Нсокі (фр. Stanley Pierre Nsoki, нар. 9 квітня 1999, Пуассі, Франція) — французький футболіст конголезького походження, захисник німецького клубу «Гоффенгайм 1899».

## Ігрова кар'єра

### Клубна
Стенлі Нсокі народився у передмісті Парижа містечку Пуассі і є вихованцем футбольної академії столичного «Парі Сен-Жермен». У грудні 2017 року Нсокі дебютував в основі парижан у матчі чемпіонату Франції. Після того, як у 2018 році футболіст разом з клубом виграв Суперкубок Франції, він підписав з ПСЖ перший професійний контракт. За період виступів у столичному клубі Стенлі виграв всі національні трофеї Франції.
Влітку 2019 року футболіст перебрався до стану клубу Ліги 1 «Ніцца», де провів наступні два сезони. Після того був ще один мезон у чемпіонаті Бельгії в складі клубу «Брюгге». В складі бельгійського клубу Нсокі дебютував у груповому раунді Ліги чемпіонів, коли вийшов у стартовому складі на гру проти «Парі Сен-Жермен».
У серпні 2022 року футболіст перебрався до Німеччини - до клубу Бундесліги «Гоффенгайм 1899». Першу гру в чемпіонаті Німеччини Стенлі провів 6 серпня проти менхенгладбахської «Боруссії».

### Збірна
Маючи конголезьке коріння, з 2015 року Стенлі Нсокі захищав кольори юнацьких та молодіжної збірної Франції.

## Титули
Парі Сен-Жермен
 Чемпіон Франції (2): 2017/18, 2018/19
 Переможець Кубка Франції: 2017/18
 Переможець Кубка Ліги: 2017/18
 Переможець Суперкубка Франції: 2018